# Groupe de NGC 7300
Le groupe de NGC 7300 comprend au moins huit galaxies situées dans la constellation du Verseau. La distance moyenne entre ce groupe et la Voie lactée est d'environ 68,4 Mpc (∼223 millions d'al).

## Membres
Le tableau ci-dessous liste les huit galaxies du groupe indiquées par le professeur Seligman sur son site WEB. Ce groupe est aussi mentionné dans l'article de A.M. Garcia paru en 1993, mais il ne contient que cinq galaxies.
Pour Garcia et Seligman, galaxie MCG -3-57-8 (PGC 68958) fait partie de ce groupe. Cependant, la distance de Hubble de celle-ci est de 35,01 ± 2,48 Mpc (∼114 millions d'al). Il s'agit donc d'une galaxie d'avant-plan qui ne fait pas partie de ce groupe.
L'inclusion de PGC 68958 au groupe de NGC 7300 vient sans doute d'une erreur de la base de données Simbad. En effet, selon Simbad, la vitesse radiale de cette galaxie est de 4 894 ± 39 km/s, vitesse semblable à celles des autres galaxies du groupe. La référence indiquée par Simbad pour cette valeur ne montre que deux galaxies très lointaines (2MASX J01062264+0058518 et 	MCG+07-34-045). 
| Nom        | Class.       | Type                  | α (J2000.0)    | δ (J2000.0)    | Vitesse radiale (km/s) | m            | Distance (Mpc) | Diamètre (kal) |
| ---------- | ------------ | --------------------- | -------------- | -------------- | ---------------------- | ------------ | -------------- | -------------- |
| NGC 7251   | (R')SA(rs)a? | Spirale               | 22h 20m 27.14s | -15° 46′ 24.8″ | 4866 ± 3               | 12,6         | 66,9 ± 4,7     | 139            |
| NGC 7255   | Sab? sp      | Spirale               | 22h 23m 08.0s  | -15° 32′ 29.1″ | 5055 ± 5,0             | 12,6         | 69,5 ± 5,0     | 102            |
| NGC 7298   | SA(s)c?      | Spirale               | 22h 30m 50.65s | -14° 11′ 17.7″ | 5035 ± 7,0             | 13,7         | 69,2 ± 4,9     | 50             |
| NGC 7300   | SAB(rs)b     | Spirale intermédiaire | 22h 30m 59.91s | -14° 00′ 12.7″ | 4907 ± 4               | 13,7         | 67,4 ± 4,7     | 118            |
| PGC 68593  | (R')SB(r)b   | Spirale barrée        | 22h 30m 13.05s | -15° 56′ 53.7″ | 5067 ± 5               | ?            | 69,8 ± 4,9     | 107            |
| PGC 69000  | Sab          | Spirale               | 22h 30m 08.8s  | -14° 18′ 47.0″ | 5050 ± 8               | ?            | 69,5 ± 4,9     | 70             |
| PGC 170392 | ?            | ?                     | 22h 26m 46.36s | -15° 01′ 22.9″ | 4830 ± 45              | 16,01 ± 0,12 | 66,3 ± 4,8     | 66             |

Le site DeepskyLog permet de trouver aisément les constellations des galaxies mentionnées dans ce tableau ou si elles ne s'y trouvent pas, l'outil du site constellation permet de le faire à l'aide des coordonnées de la galaxie. Sauf indication contraire, les données proviennent du site NASA/IPAC.